# 竹盛苑
竹盛苑（英語：Chop Shing Yuen），位於香港新界西貢大網仔路斬竹灣DD256（丈量約份第256），是一系列獨立屋建築物，毗鄰郊野公園，距離西貢市中心約10車程，沿迴旋處轉西沙路、馬鞍山繞道、大老山公路和沙田市區各行車隧道即可到達港九新界各區。

## 爭議
2012年初，有讀者向報章投訴，大網仔連接竹盛苑的車道疑似非法的建設，質疑是否霸佔官地。